# FRI and College Area
FRI and College Area – miasto w północnych Indiach w stanie Uttarakhand, na pogórzu Himalajów Małych.
Populacja miasta w 2001 roku wynosiła 5428 mieszkańców.